# تئاتر ساووی
تئاتر ساووی (انگلیسی: Savoy Theatre) یک سالن نمایش در لندن، انگلستان است.
این سالن تئاتر که در خیابان استرند قرار دارد در سال ۱۸۸۱ میلادی تأسیس شده و جزئی از تئاتر وست اند محسوب می‌شود. تئاتر ساووی دارای ۱۱۵۸ نفر ظرفیت می‌باشد.  این سالن اولین سالن تئاتری بود که صحنه خود را با نور برق روشن کرد و بدین ترتیب انقلابی در بخش بصری صحنه تئاتر پیدا شد

## نگارخانه

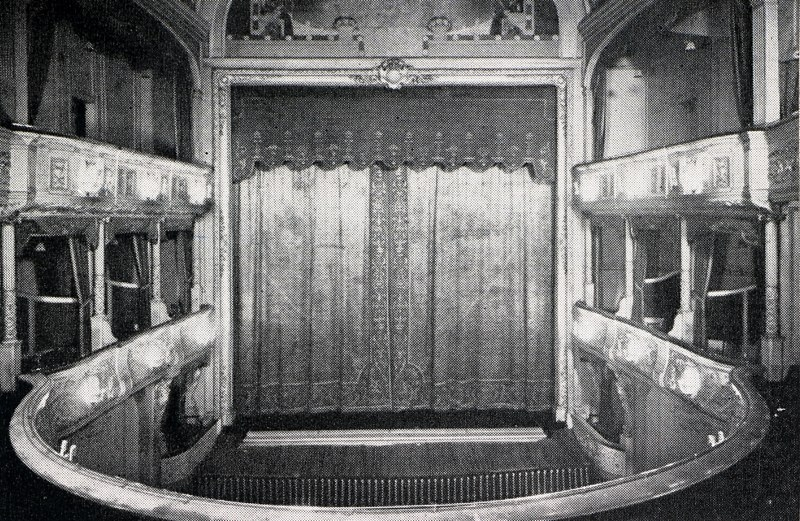
نمایی از داخل سالن، ۱۹۲۰
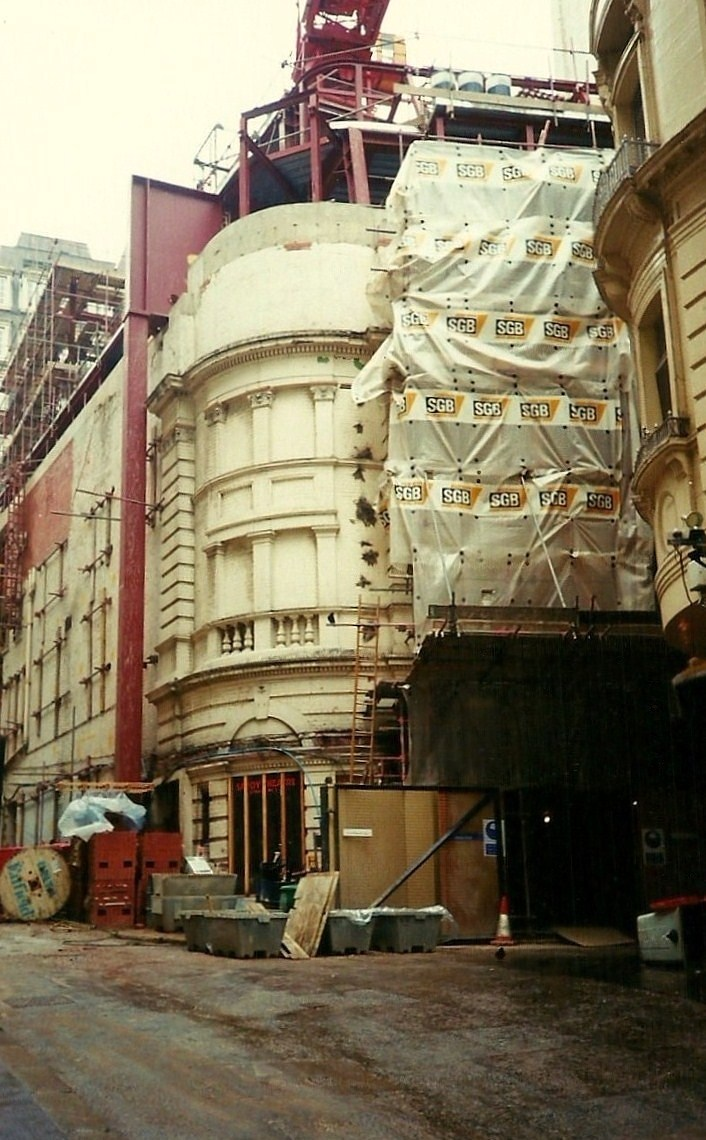
تعمیر نمای بیرونی سالن، ۱۹۹۱
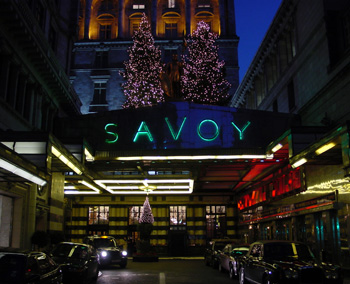
ورودی سالن، ۲۰۰۳